# Campbell Burnap
Campbell Crichton Mackinnon Burnap (* 10. September 1939 in Derby (Derbyshire); † 30. Mai 2008) war ein britischer Musiker des Traditional Jazz (Posaune, Gesang) und Rundfunkmoderator.

## Leben und Wirken
Burnap wurde von seinem Schulkameraden Chris Blount mit dem New Orleans Jazz vertraut gemacht. Als dieser eine Skiffle Band gründete, spielte Burnap zunächst Waschbrett, bevor er zur Posaune wechselte. 1959 zog er nach Neuseeland, wo er von 1960 bis 1962 als Posaunist zur Omega Jazz Band gehörte. Bis 1965 war er in Australien mit der Hot Sands Jazz Band (1962–64) und dann in Geoff Bulls Olympia Jazz Band (1964–65) aktiv, mit denen er auch aufnahm. 1965 spielte er eine Zeitlang in der Preservation Hall in New Orleans, um dann in Großbritannien bei Terry Lightfoot und Monty Sunshine zu arbeiten. 
1966 bis 1969 war Burnap wieder in Australien tätig, bevor er nach Großbritannien zurückkehrte. Er gehörte nun zu den Bands von Ian Armit (1969–70) und Alan Elsdon (1970–75). Seit 1976 unterhielt er eine eigene Band mit Geoff Simkins und Dick Charlesworth, mit der er Sommergastspiele in der Casa Bar in Zürich gab. Dann wurde er Mitglied der Bands von Alex Welsh (1978–79) und vor allem von Acker Bilk (1980–87), mit der er zahlreiche Aufnahmen einspielte. Unter eigenem Namen veröffentlichte er 1997 das Album Night Workers. Der Diskograph Tom Lord verzeichnet 42 Aufnahmen Burnaps zwischen 1963 und 2007.
Gelegentlich schrieb Burnap auch über Jazzthemen; seine Kurzgeschichte A Bit of a Scrape erschien 1986 in der Sammlung B-Flat, Bebop, Scat bei Quartet Books. Seit 1988 betreute er Jazzprogramme für den Hörfunk der BBC und für Jazz FM.

## Lexikalische Einträge
- John Chilton, Who’s Who of British Jazz. London: Continuum 2004; ISBN 978-0826472342
- Mark Gilbert, Campbell Burnap. The New Grove Dictionary of Jazz